# São Sebastião de Lagoa de Roça
São Sebastião de Lagoa de Roça is een gemeente in de Braziliaanse deelstaat Paraíba. De gemeente telt 11.320 inwoners (schatting 2009).